# ديف بارنت (معلق رياضي)
ديف بارنت (بالإنجليزية: Dave Barnett)‏ هو معلق رياضي أمريكي، ولد في 27 أبريل 1958.